# Paul Pellet
Pour les articles homonymes, voir Pellet (homonymie).
Paul Pellet, né le 18 novembre 1859 à Sainte-Anne-sur-Gervonde (lors de sa naissance encore rattachée à Châtonnay) et mort à Lyon 7e le 11 mars 1914, est un missionnaire français qui fut évêque de Lagos (actuel Nigéria) et supérieur général de la Société des missions africaines de Lyon.

## Biographie
Paul Pellet est élève du P. Chevrier à Lyon, puis il entre au petit séminaire de Grenoble. Il demande ensuite avec son frère Étienne à entrer aux Missions africaines où il est ordonné prêtre en 1883.
Il passe un an à la maison de la Société à Cork en Irlande pour apprendre l'anglais à la suite de quoi il est envoyé en mission dans l'actuel Nigéria, alors colonie de l'Empire britannique. Il est nommé évêque de la capitale, Lagos, à l'âge de trente-six ans en 1895, à l'époque siège du vicariat apostolique de la Baie du Bénin et évêque titulaire de Rhithymna (de). Il fait construire la cathédrale de la Sainte-Croix en style néogothique par le Père Aimé Simon, en 1902.
Il est rappelé à Lyon en 1902 pour seconder le supérieur général, le P. Augustin Planque (1826-1907), affaibli par l'âge. Il lui succède à sa mort en 1907. Pendant son mandat, Mgr Pellet s'efforce de consolider l'unité entre les membres de la SMA venus de différents pays. Ses circulaires adressées aux différentes maisons de la Société sont réunies en un ouvrage intitulé L'École apostolique.
Menant une vie personnelle de mortification, Mgr Pellet souhaitait que la SMA accueillît des hommes menant une vie simple et d'effort: « Il faut à des hommes, à des prêtres et surtout à des missionnaires, quelque chose de viril, ayant des nerfs et des muscles. La vertu qui fuit l’effort pénible et la contrainte ne saurait être vraie, ni solide. » écrivait-il.
Il meurt à Lyon en 1914 et il est enterré dans le chœur de l'église de Sainte-Anne-sur-Gervonde, sa paroisse d'origine.